# Президент Северной Македонии
Президент Республики Северная Македония (макед. Претседател на Република Северна Македонија, алб. Presidenti i Republikës së Maqedonisë së Veriut) — глава государства Северная Македония.
Избирается на всеобщих и прямых выборах путём тайного голосования сроком на пять лет. Принять участие в выборах может человек, достигший 40 лет и являющийся гражданином Республики Северная Македония. Президентом не может быть избран человек младше указанного возраста и (или) проживавший на территории Республики Северная Македония менее 10 лет в течение последних 15 лет до выборов.
Перед вступлением в должность Президент приносит торжественную присягу.

## Полномочия
Президент Северной Македонии, согласно Конституции:
- назначает мандатария для определения состава Правительства республики;
- назначает и отзывает указом послов и посланников республики за границей;
- принимает верительные и отзывные грамоты аккредитованных дипломатических представителей;
- предлагает кандидатуры двух судей Конституционного суда республики;
- предлагает кандидатуры двух членов Республиканского судебного совета;
- назначает трёх членов Совета безопасности республики;
- предлагает кандидатуры членов Совета по межнациональным отношениям;
- назначает и увольняет других носителей государственных и публичных функций в соответствии с Конституцией и законом;
- представляет награды и отличия в соответствии с законом;
- осуществляет помилование в соответствии с законом;
- осуществляет иные полномочия, предусмотренные Конституцией.

## Список глав Северной Македонии
Приведён список руководителей Северной Македонии в различные исторические периоды.

### Правительство АСНОМ (1944—1945)
Антифашистское собрание по народному освобождению Македонии (макед. Антифашистичко Собрание на Народното Ослободување на Македонија), сокращённо АСНОМ, первое пленарное заседание которого состоялось 2 августа 1944 года в Монастыре Прохора Пчиньского (недалеко от города Куманово), провозгласило македонскую государственность, себя верховным, законодательным, представительским и исполнительным органом государственной власти Республики Македонии, и признало македонский язык официальным языком в этом государстве. В конце заседания был избран Президиум АСНОМ с функциями правительства, под председательством (макед. Претседател на АСНОМ) Методии Андонова-Ченто.
| #                  | Портрет | Имя                                                             | Начало полномочий | Конец полномочий | Партия      |
| ------------------ | ------- | --------------------------------------------------------------- | ----------------- | ---------------- | ----------- |
| председатель АСНОМ |         |                                                                 |                   |                  |             |
| 1 (I)              |         | Методия Андонов-Ченто (1902—1957) макед. Методија Андонов-Ченто | 2 августа 1944    | 15 апреля 1945   | независимый |

### В составе Демократической Федеративной Югославии (1945)
29 ноября 1943 года в боснийском городе Яйце на второй сессии Антифашистского вече народного освобождения Югославии было принято решение о строительстве после окончания Второй мировой войны демократического федеративного государства югославских народов под руководством Коммунистической партии Югославии. Были заложены основы федеративного устройства страны из 6 частей (Сербия, Хорватия, Босния и Герцеговина, Словения, Республика Македония и Черногория).
7 марта 1945 года в Белграде было сформировано получившее международное признание временное правительство Демократической Федеративной Югославии. В составе Демократической Федеративной Югославии Республика Македония получила название Демократическая Федеральная Македония (макед. Демократска Федерална Македонија).
На третьем заседании Антифашистского собрания по народному освобождению Македонии (АСНОМ) 16 апреля 1945 года в Скопье АСНОМ было преобразовано в Народное собрание (парламент) Республики Македонии. В качестве руководящего органа был избран Президиум Народного собрания во главе с председателем (макед. Претседател на Президиумот на Народното Собрание).
29 ноября 1945 года Учредительная скупщина Югославии окончательно ликвидировала монархию и провозгласила Федеративную Народную Республику Югославия, с преобразованием федеральных государств в народные республики, в числе которых была и Народная Республика Македония.
| #                                          | Портрет | Имя                                                             | Начало полномочий | Конец полномочий | Партия      |
| ------------------------------------------ | ------- | --------------------------------------------------------------- | ----------------- | ---------------- | ----------- |
| председатель Президиума Народного собрания |         |                                                                 |                   |                  |             |
| 1 (II)                                     |         | Методия Андонов-Ченто (1902—1957) макед. Методија Андонов-Ченто | 16 апреля 1945    | 31 января 1946   | независимый |

### В составе ФНРЮ (1945—1963)
После провозглашения 29 ноября 1945 года Учредительной скупщиной Федеративной Народной Республики Югославия входившие в состав Демократической Федеративной Югославии государства были преобразованы в народные республики, в числе которых была и Народная Республика Македония (макед. Народна Република Македонија). Официально это название было принято 31 января 1946 года.
До 3 февраля 1953 года высшим должностным лицом народной республики был Председатель Президиума Народного собрания (макед. Претседател на Президиумот на Народното Собрание), позже — Председатель Народного собрания (макед. Претседател на Народното Собрание).
| #                                          | Портрет | Имя                                                             | Начало полномочий | Конец полномочий | Партия                                                           |
| ------------------------------------------ | ------- | --------------------------------------------------------------- | ----------------- | ---------------- | ---------------------------------------------------------------- |
| председатели Президиума Народного собрания |         |                                                                 |                   |                  |                                                                  |
| 1 (II)                                     |         | Методия Андонов-Ченто (1902—1957) макед. Методија Андонов-Ченто | 31 января 1946    | 15 марта 1946    | независимый                                                      |
| и. о.                                      |         | Димитар Нестеров (1890—1968) макед. Димитар Несторов            | 15 марта 1946     | 17 апреля 1946   | Македонская коммунистическая партия                              |
| 2                                          |         | Благоя Наумов Фотев (1900—1993) макед. Богоја Наумов Фотев      | 17 апреля 1946    | 4 января 1951    | Македонская коммунистическая партия                              |
| 3 (I)                                      |         | Видое Смилевский-Бато (1915—1979) макед. Видое Смилевски-Бато   | 4 января 1951     | 15 октября 1951  | Македонская коммунистическая партия                              |
| 4                                          |         | Страхил Гигов (1909—1999) макед. Страхил Гигов                  | 15 октября 1951   | 2 февраля 1953   | Македонская коммунистическая партия → Союз коммунистов Македонии |
| председатели Народного собрания            |         |                                                                 |                   |                  |                                                                  |
| 5                                          |         | Димитар Стоянов (1910—1991) макед. Димитар Стојанов             | 3 февраля 1953    | 19 декабря 1953  | Союз коммунистов Македонии                                       |
| 6                                          |         | Лазар Колишевский (1907—1984) макед. Лазар Колишевски           | 19 декабря 1953   | 26 июня 1962     | Союз коммунистов Македонии                                       |
| 7 (I)                                      |         | Люпчо Арсов (1910—1986) макед. Љупчо Арсов                      | 26 июня 1962      | 7 апреля 1963    | Союз коммунистов Македонии                                       |

### В составе СФРЮ (1963—1991)
Вступившая в силу 7 апреля 1963 года новая конституция Югославии провозгласила страну социалистическим государством, в соответствии с чем его название было изменено на Социалистическая Федеративная Республика Югославия, а входившие в её состав республики получили название социалистических, включая Социалистическую Республику Македонию (макед. Социјалистичка Република Македонија).
В 1974 году вслед за федеральной конституцией вступила в силу новая конституция Македонии. 8 мая 1974 года в Македонии был образован внепарламентский высший коллегиальный орган управления — Президиум Социалистической Республики Македонии во главе с Председателем Президиума (макед. Претседател на Претседателството на Социјалистичка Република Македонија).
25 января 1991 года Народным собранием была принята была принята Декларация о суверенитете Социалистической Республики Македонии, а 7 июня 1991 года — конституционная поправка, изменившая название страны на Республика Македония (макед. Република Македонија). После проведения 8 сентября 1991 года референдума по вопросу независимости, 17 сентября 1991 года была принята новая Конституция, провозглашавшая Македонию независимым государством. Пост руководителя государства согласно ей получил название Президент Македонии (макед. Претседател на Република Македонија).
| #                               | Портрет         | Имя                                                                                  | Начало полномочий | Конец полномочий | Партия                     |
| ------------------------------- | --------------- | ------------------------------------------------------------------------------------ | ----------------- | ---------------- | -------------------------- |
| председатели Народного собрания |                 |                                                                                      |                   |                  |                            |
| 7 (I)                           |                 | Люпчо Арсов (1910—1986) макед. Љупчо Арсов                                           | 7 апреля 1963     | 24 июня 1963     | Союз коммунистов Македонии |
| 3 (II)                          |                 | Видое Смилевский (1915—1979) макед. Видое Смилевски                                  | 24 июня 1963      | 12 мая 1967      | Союз коммунистов Македонии |
| 8                               |                 | Мито Хадживасилев (1921—1968) макед. Мито Хаџивасилев                                | 12 мая 1967       | 1 августа 1968   | Союз коммунистов Македонии |
| и. о.                           |                 | Златко Биляновский (1920—2009) макед. Златко Билјановски                             | 1 августа 1968    | 23 сентября 1968 | Союз коммунистов Македонии |
| 9                               |                 | Никола Минчев (1915—1997) макед. Никола Минчев                                       | 23 сентября 1968  | 8 мая 1974       | Союз коммунистов Македонии |
| председатели Президиума         |                 |                                                                                      |                   |                  |                            |
| 3 (III)                         |                 | Видое Смилевский (1915—1979) макед. Видое Смилевски                                  | 8 мая 1974        | 8 сентября 1979  | Союз коммунистов Македонии |
| и. о.                           |                 | Люпчо Арсов (1910—1986) макед. Љупчо Арсов                                           | 8 сентября 1979   | 31 октября 1979  | Союз коммунистов Македонии |
| 7 (II)                          | 31 октября 1979 | Люпчо Арсов (1910—1986) макед. Љупчо Арсов                                           | 28 апреля 1982    |                  | Союз коммунистов Македонии |
| 10                              |                 | Ангел Чемерский (1923—2005) макед. Ангел Чемерски                                    | 28 апреля 1982    | 4 мая 1983       | Союз коммунистов Македонии |
| 11                              |                 | Благоя Талеский (1924—2001) макед. Благоја Талески                                   | 4 мая 1983        | 3 мая 1984       | Союз коммунистов Македонии |
| 12                              |                 | Томе Буклеский (1921—2018) макед. Томе Буклески                                      | 3 мая 1984        | 26 апреля 1985   | Союз коммунистов Македонии |
| 13                              |                 | Ванчо Апостолский (1925—2008) макед. Ванчо Апостолски                                | 26 апреля 1985    | 28 апреля 1986   | Союз коммунистов Македонии |
| и. о.                           |                 | Матея Матевский (1929—2018) макед. Матеја Матевски                                   | 28 апреля 1986    | 30 апреля 1986   | Союз коммунистов Македонии |
| 14                              |                 | Драголюб Ставрев (1932—2003) макед. Драгољуб Ставрев                                 | 30 апреля 1986    | 28 апреля 1988   | Союз коммунистов Македонии |
| 15                              |                 | Ездимир Богданский (1930—2007) макед. Јездимир Богдански                             | 28 апреля 1988    | 6 мая 1990       | Союз коммунистов Македонии |
| 16                              |                 | Владимир Митков (1931—2024) макед. Владимир Митков                                   | 6 мая 1990        | 27 января 1991   | Союз коммунистов Македонии |
| 17                              |                 | Киро Глигоров (1917—2012) макед. Киро Глигоров урожд. Киро Панчев макед. Киро Панчев | 27 января 1991    | 17 сентября 1991 | независимый                |

### Республика Македония (1991—2019)
После проведения 8 сентября 1991 года референдума по вопросу независимости, 17 сентября 1991 года была принята новая Конституция, провозглашавшая Республику Македонию независимым государством. Пост руководителя государства согласно ей получил название Президент Республики Македонии (макед. Претседател на Република Македонија).
| #     | Портрет | Имя                                                                                  | Начало полномочий | Конец полномочий | Партия | Выборы    |
| ----- | ------- | ------------------------------------------------------------------------------------ | ----------------- | ---------------- | --- | --------- |
| 1     |         | Киро Глигоров (1917—2012) макед. Киро Глигоров урожд. Киро Панчев макед. Киро Панчев | 17 сентября 1991  | 3 октября 1995   | независимый | 1994      |
| и. о. |         | Стоян Андов (1935—2024) макед. Стојан Андов                                          | 4 октября 1995    | 17 ноября 1995   | Либеральная партия Македонии                                                                                   |           |
| (1)   |         | Киро Глигоров (1917—2012) макед. Киро Глигоров урожд. Киро Панчев макед. Киро Панчев | 17 ноября 1995    | 19 ноября 1999   | независимый |           |
| и. о. |         | Саво Климовский (1947-) макед. Саво Климовски                                        | 19 ноября 1999    | 15 декабря 1999  | Демократическая альтернатива                                                                                   |           |
| 2     |         | Борис Трайковский (1956—2004) макед. Борис Трајковски                                | 15 декабря 1999   | 26 февраля 2004  | Внутренняя македонская революционная организация — Демократическая партия за македонское национальное единство | 1999      |
| и. о. |         | Люпчо Йордановский (1953—2010) макед. Љупчо Јордановски                              | 26 февраля 2004   | 12 мая 2004      | Социал-демократический союз Македонии                                                                          |           |
| 3     |         | Бранко Црвенковский (1962-) макед. Бранко Црвенковски                                | 12 мая 2004       | 12 мая 2009      | Социал-демократический союз Македонии                                                                          | 2004      |
| 4     |         | Георге Иванов (1960-) макед. Ѓорге Иванов                                            | 12 мая 2009       | 12 февраля 2019  | Внутренняя македонская революционная организация — Демократическая партия за македонское национальное единство | 2009 2014 |

### Республика Северная Македония (с 2019)
12 июня 2018 года правительства Греции и Республики Македонии после долгого спора пришли к консенсусу, по которому северомакедонская сторона приняла решение начать процедуру смены названия на Республику Северная Македония (макед. Република Северна Македонија). 30 сентября 2018 года прошёл референдум, на котором граждане могли выразить своё отношение к этому соглашению, который был признан не состоявшимся. 11 января 2019 года парламент Республики Македонии одобрил изменение названия страны (81 голосами при необходимых 80). 25 января 2019 года соглашение ратифицировал парламент Греции (153 голосами при необходимых 151). 12 февраля 2019 года соглашение о переименовании Республики Македонии в Северную Македонию официально вступило в силу.
| #   | Портрет | Имя                                                                    | Начало полномочий | Конец полномочий | Партия | Выборы |
| --- | ------- | ---------------------------------------------------------------------- | ----------------- | ---------------- | --- | ------ |
| (4) |         | Георге Иванов (1960-) макед. Ѓорге Иванов                              | 12 февраля 2019   | 12 мая 2019      | Внутренняя македонская революционная организация — Демократическая партия за македонское национальное единство |        |
| 5   |         | Стево Пендаровский (1963-) макед. Стево Пендаровски                    | 12 мая 2019       | 12 мая 2024      | Социал-демократический союз Македонии                                                                          | 2019   |
| 6   |         | Гордана Силяновская-Давкова (1955-) макед. Гордана Силјановска-Давкова | 12 мая 2024       | действующий      | Внутренняя македонская революционная организация — Демократическая партия за македонское национальное единство | 2024   |